# Hương rừng Cà Mau
Hương rừng Cà Mau là tên tập truyện ngắn nổi tiếng nhất của nhà văn Sơn Nam, được xuất bản lần đầu vào năm 1962. Nội dung lấy bối cảnh từ cuộc sống của người dân vùng U Minh vào khoảng 1930–1940.

## Bối cảnh ra đời
—Sơn Nam (Trang tựa bản in 1962)
Quê nội nhà văn Sơn Nam gốc ở cù lao Ông Chưởng thuộc tỉnh An Giang. Từ đời ông nội ông chạy trốn quân Pháp qua Rạch Giá xuống U Minh lập nghiệp. Nơi nhà văn Sơn Nam gắn bó là làng nhỏ Đông Thái ở rừng U Minh, nay thuộc huyện An Biên, tỉnh Kiên Giang.
Nhà văn Sơn Nam có người bác ruột thứ hai giữ búi tóc, mù chữ, nhưng biết xem bói tướng, có duyên kể chuyện khẩn hoang, hay giao du với người Khmer, nói rành tiếng Khmer, kể chuyện cổ tích Khmer và thích lên đồng bóng mời thổ thần người Khmer nhập vào. Nhờ những câu chuyện từ ông bác Hai và người dân rừng U Minh mà sau này Sơn Nam đã viết nên công trình Lịch sử khẩn hoang miền Nam và tập truyện ngắn Hương rừng Cà Mau.
Những năm 1958–1959, Sơn Nam bắt đầu viết những truyện ngắn trong Hương rừng Cà Mau và công bố  trên tập san văn nghệ Nhân Loại tại Sài Gòn. Nội dung những câu truyện khắc họa sinh động và chân thực hình ảnh những người lưu dân ở vùng U Minh vào những năm 1930–1940. Đó là những thiếu nữ vùng quê miệt vườn, thằng bé len trâu, tay giết người hảo hớn, kẻ săn bắt heo rừng, thầy bắt rắn, thầy tu chùa Khmer hay kẻ “đâm hà bá, phá sơn lâm”.
Khi các truyện được gộp lại xuất bản thành sách vào năm 1962, nhà văn Sơn Nam gửi một cuốn về quê Cà Mau tặng bác Hai, năm ấy đã 90 tuổi. Sau khi được một người cháu đọc sách của Sơn Nam cho nghe, bác Hai liền nhận xét tóm tắt để đứa cháu viết thư gửi lên Sài Gòn: “Thằng này nói dóc, nghe được quá. Nói dóc mà có căn cứ”.

## Danh sách chương
Lần xuất bản đầu tiên có 18 truyện ngắn.
1. Hòn Cổ Tron
2. Ông Già Xay Lúa
3. Cây Huê Xà
4. Bác Vật Xà Bông
5. Đảng “Cánh Buồm Đen”
6. Con Bảy Đưa Đò
7. Chiếc Ghe “Ngo”
8. Cô Út Về Rừng
9. Miễu Bà Chúa Xứ
10. Mùa “Len” Trâu
11. Một Cuộc Bể Dâu
12. Đóng Gông Ông Thầy Quít
13. Tình Nghĩa Giáo Khoa Thư
14. Hát Bội Giữa Rừng
15. Hương Rừng
16. Bắt Sấu Rừng U Minh Hạ
17. Người Mù Giăng Câu
18. Sông Gành Hào

## Lịch sử xuất bản
Hương rừng Cà Mau được nhà xuất bản Phù Sa in lần đầu tiên vào năm 1962. Lần lượt sau đó là nhà xuất bản Lá Bối năm 1967 và nhà xuất bản Trí Đăng năm 1972.
Năm 1986, nhà xuất bản Trẻ lần đầu tiên in lại Hương rừng Cà Mau và tái bản bìa mới nhiều lần nữa vào các năm 1993, 1997, 1998, 2001, 2003, 2009, 2013, 2018 dưới nhiều phiên bản bìa mềm lẫn bìa cứng.
Năm 1998, nhà xuất bản Trẻ lấy các truyện ngắn trong cuốn "26 truyện ngắn Sơn Nam" (NXB Mũi Cà Mau) tách thành tập Hương rừng Cà Mau tập II.
Năm 1999, nhà xuất bản tiếp tục bổ sung thêm một số truyện ngắn khác đăng trên tạp chí Hương Quê thành Hương rừng Cà Mau tập III.
Năm 2011, Hương rừng Cà Mau đã được chuyển ngữ sang tiếng Pháp và phát hành bởi nhà xuất bản La Frémillerie với tựa đề Les senteurs des forêts de Cà Mau, bản dịch bởi Nguyễn Đức.
Năm 2012, nhân dịp Hương rừng Cà Mau tròn 50 năm xuất bản, nhà xuất bản Trẻ giảm gần một nửa giá bán Hương rừng Cà Mau và các sách khác của Sơn Nam. Bên cạnh đó, còn tổ chức buổi tọa đàm "50 năm Hương rừng Cà Mau" vào ngày 27 tháng 12 tại Thành phố Hồ Chí Minh. Đây là lần đầu tiên nhà xuất bản Trẻ tổ chức kỷ niệm tuổi đời của một tác phẩm.
Năm 2013, nhà xuất bản Trẻ phát hành phiên bản đặc biệt kỷ niệm 10 năm tác quyền nhà văn Sơn Nam. Phiên bản này có bìa cứng với 64 truyện và tổng cộng 927 trang.
Năm 2023, nhà xuất bản Trẻ tái bản Huơng rừng Cà Mau gần như nguyên vẹn câu chữ theo bản in đầu tại Nhà xuất bản Phù Sa vào năm 1962.
Tính đến hiện tại, tổng tập Huơng rừng Cà Mau có 65 truyện ngắn và 47 tranh minh họa từ các họa sĩ yêu mến Sơn Nam.

## Đón nhận
Năm 1999, nhà văn Sơn Nam nhận giải Mai Vàng cho Nhà văn xuất sắc với tác phẩm Hương rừng Cà Mau tập II và III do Nhà xuất bản Trẻ phát hành.
Cuối năm 2002, nhà xuất bản Trẻ chính thức mua lại tác quyền trọn đời toàn bộ tác phẩm của nhà văn Sơn Nam và in lại dần kể từ tháng 3 năm 2003. Tính từ thời điểm đó đến năm 2013, tổng số lượng sách của nhà văn Sơn Nam đã phát hành đạt đến 120,000 bản in. Riêng với Hương rừng Cà Mau, số lượng phát hành lên đến 17,000 bản in từ năm 2003–2008. Ông Nguyễn Minh Nhựt - Giám đốc NXB Trẻ, đã trân trọng gọi Hương rừng Cà Mau là "Trấn sơn chi bảo của NXB Trẻ”.
Năm 2011, nhà văn Sơn Nam được đề cử Giải thưởng Nhà nước về Văn học Nghệ thuật với Hương rừng Cà Mau và tập truyện ngắn Hai cõi U Minh. Tuy nhiên, gia đình ông đã viết thư xin rút tên vì lý do sinh thời nhà văn không màng giải thưởng, danh vọng, chỉ muốn viết để kiếm sống và để đi vào lòng người đọc.

## Ảnh hưởng và chuyển thể
Cây huê xà được Phạm Thùy Nhân chuyển thể thành phim video cùng tên năm 2002, phim giành giải Cánh diều Bạc năm vào 2003.
Nhà văn Vũ Đức Sao Biển học xong chọn nhiệm sở ở Bạc Liêu vì ham thích những tình tiết trong truyện Hương rừng Cà Mau. Ông cho biết mình đã học được từ Sơn Nam cách viết hài và kiểu nói dóc có duyên, được mọi người tin và yêu thích.
Truyện "Bắt Sấu Rừng U Minh Hạ" được đưa vào sách giáo khoa Ngữ Văn lớp 12 kể từ năm 2008.
Truyện "Mùa len trâu" kể về những người làm nghề đưa trâu đi tìm cỏ để sống qua mùa lũ đã được chuyển thể thành phim điện ảnh Mùa len trâu vào năm 2003 bởi đạo diễn Nguyễn Võ Nghiêm Minh.
Bài thơ thay lời tựa của tập truyện cũng được nhạc sĩ Hà Phương phổ thành bài hát cùng tên. Bài thơ này được viết vào năm 1961 khi Sơn Nam vẫn còn bị giam trong nhà tù Phú Lợi.